# Lithocarpus laetus
Lithocarpus laetus Chun & C.C.Huang ex Y.C.Hsu & H.W.Jen – gatunek roślin z rodziny bukowatych (Fagaceae Dumort.). Występuje naturalnie w południowych Chinach – w południowo-wschodniej części Junnanu. 

## Morfologia
PokrójZimozielone drzewo dorastające do 30 m wysokości.
LiścieBlaszka liściowa jest nieco skórzasta, owłosiona od spodu i ma podługowato lancetowaty kształt. Mierzy 7–11 cm długości oraz 1,5–3 cm szerokości, jest całobrzega, ma klinową nasadę i spiczasty wierzchołek. Ogonek liściowy jest nagi i ma 10–15 mm długości.
OwoceOrzechy o stożkowatym kształcie, dorastają do 18–20 mm długości i 16–18 mm średnicy. Osadzone są pojedynczo w miseczkach o odwrotnie stożkowym kształcie lub w formie kubka, które mierzą 10–12 mm długości i 20–22 mm średnicy. Orzechy otulone są w miseczkach do 65% ich długości.

## Biologia i ekologia
Rośnie w wiecznie zielonych lasach częściowo zrzucających liście. Występuje na wysokości około 1700 m n.p.m. Owoce dojrzewają w październiku.